# Don Misener
Don Misener (A. D. Misener), né en 1911 et mort en 1996, est un physicien canadien. Avec Piotr Kapitsa et John F. Allen (en), Misener a découvert la phase de la superfluidité en 1937 (Allen et Misener, indépendamment de Kapitsa).
En 1935, Misener est un étudiant aux cycles supérieurs à l'université de Toronto. Il rejoint J. F. Allen à Cambridge vers 1937. Misener retourne plus tard au Canada, à l'université de Western Ontario.
Après la découverte expérimentale de la superfluidité de l'hélium 4 liquide à basse température, soit 2,2 K, par Pyotr Kapitsa, John Allen et Don Misener, Fritz London propose l’existence d’un lien entre ce phénomène et la condensation de Bose-Einstein.

## Publications
- E. F. Burton, J. O. Wilhelm et A. D. Misener, Trans. Roy. Soc. Can. 28, 111, 65 (1934)
- J. F. Allen et A. D. Misener, Nature 141, 75 (1937)
- A. D. Misener, The Specific Heat of Superconducting Mercury, Indium and Thallium, Proceedings of the Royal Society of London, Séries A, Mathematical and Physical Sciences, vol. 174, no 957, p. 262–272 (1940)